# Carpinus rankanensis
Carpinus rankanensis är en björkväxtart som beskrevs av Bunzo Hayata. Carpinus rankanensis ingår i släktet avenbokar, och familjen björkväxter.
Artens utbredningsområde är Taiwan. Trädet är lövfällande och växer i bergstrakter mellan 1000 och 2000 meter över havet. Carpinus rankanensis ingår i blandskogar. Den blommar i maj och frukterna blir mellan juli och augusti mogna. För beståndet är inga hot kända. Hela populationen anses vara stabil. IUCN listar arten som livskraftig (LC).

## Underarter
Arten delas in i följande underarter:
- C. r. mutsudae
- C. r. rankanensis